# 迷霧之子：永世英雄
《迷霧之子：永世英雄》（英語：Mistborn: The Hero of Ages）為美國小說家布蘭登·山德森所著，為《迷霧之子》三部曲的第三集。

## 人物
紋
紋是故事中的主角之一，自小便是司卡盜賊集團中的一員，靠偷盜貴族的財物為生，反應和行動都十分敏捷。
依藍德
一位理想主義的叛逆青年貴族，有著遠大、高尚的政治理想。
沙賽德
沙賽德是一名「泰瑞司守護者」，以研究宗教為主。違背他的族人，加入凱西爾的反抗軍團隊。
沼澤
凱西爾的兄長。是燃燒青銅的「搜尋者」。
塞特
塞特是西方的貴族。最後帝國倒台後，塞特主導了西方統御區的控制權，以法德瑞司城做為根據地。